# Flora Duffy
Flora Jane Duffy (Paget, 30 de setembre de 1987) és una esportista bermudiana que competeix en triatló.
Rebé la medalla d'or als Jocs Olímpics d'Estiu de 2020 el 27 de juliol de 2021 a Tòquio, esdevenint així la primera persona a donar la recompensa olímpica més elevada al seu país, Bermudes. Anteriorment va guanyar la medalla d'or al Campionat Mundial de Triatló de 2016.
Va participar en dos Jocs Olímpics d'Estiu, ocupant el 45è lloc a Londres 2012 i sense acabar la carrera a Pequín 2008.

## Palmarès internacional
| Campionat Mundial | Campionat Mundial | Campionat Mundial | Campionat Mundial |
| Any               | Lloc              | Medalla           | Prova             |
| ----------------- | ----------------- | ----------------- | ----------------- |
| 2016              | Cozumel ( Mèxic)  | 1                 | Individual        |
| Jocs Olímpics     |                   |                   |                   |
| Any               | Lloc              | Medalla           | Prova             |
| 2020-2021         | Tòquio ( Japó)    | 1                 | Individual        |